# NGC 396
NGC 396 è una vasta e lontana galassia lenticolare situata nella costellazione dei Pesci, a una distanza di circa 594 milioni di anni luce dalla nostra Via Lattea.

## Scoperta
La galassia è stata scoperta il 27 ottobre 1864 dall'astronomo tedesco Albert Marth.